# Джміль Семенова-Тян-Шанського
Джміль Семе́нова-Тянь-Ша́нського (Bombus semenoviellus) — вид комах ряду перетинчастокрилих, що названий на честь Петра Петровича Семенова-Тян-Шанського.

## Ареал
Євросибірський бореальний вид.
Лісова зона від Фінляндії і заходу Німеччини до Якутії, Байкалу і Північної Монголії. У Східній Європі південна межа ареалу проходить по півдню лісостепової зони від Західної України через Орловську область до Південного Уралу.
Появу B. semenoviellus в Україні було зареєстровано лише недавно. Було з'ясовано, що цей вид розширив свій ареал зі сходу в напрямку Західної Європи в кінці XX століття. Принаймні, будь-який екземпляр не був виявлений в історичних колекціях України. Наразі він поширений в лісовій і лісостеповій зонах та є нечисельним (виявлений в декількох населених пунктах). Він надає перевагу водно-болотних угіддям.
В країнах Балтії вид зареєстровано з 80-х років XX століття.

## Короткий опис імаго
Довжина тіла  — 20-25 мм . Всі три радіомедіальні комірки  однакового розміру. вічка розташовані майже по прямій лінії, не утворюють трикутник. Щоки дуже короткі (довжина щік коротше їх ширини). Задній кут першого членика середньої лапки без шипа. Лоб, передньоспинка, щиток, верхня частина боків тулуба і 1-й тергіт в жовтих волосках. 4-й і 5-й тергіти цілком в сіро-білих волосках. На 2-му і 3-му тергітах вершинні перев'язі з волосків того ж кольору. Решта частин тіла в чорних волосках. Зовні нагадує Bombus subterraneus Linnaeus, 1758, у якого щоки довші і на задньому кутку першого членика середньої лапки є шип.

## Особливості біології та місця проживання
За сезон відбувається розвиток однієї сім'ї. Самки і робочі віддають перевагу квіткам жовтецевих (Ranunculaceae), звіробійних (Hypericaceae), вересових (Ericaceae), зонтичних (Apiaceae) і складноцвітих (Asteraceae). Гніздо, як вважається, ці комахи будують під землею, в дуплах, під корінням.